# Liste der denkmalgeschützten Objekte in Allentsteig
Die Liste der denkmalgeschützten Objekte in Allentsteig enthält die 29 denkmalgeschützten, unbeweglichen Objekte der niederösterreichischen Stadtgemeinde Allentsteig im Bezirk Zwettl.

## Denkmäler
| Foto |                 | Denkmal                                                                                              | Standort                                                                           | Beschreibung | Metadaten |
| ---- | --------------- | --- | ---------------------------------------------------------------------------------- | --- | --- |
| ja   | Datei hochladen | Kornmetzen HERIS-ID: 62739 Objekt-ID: 75318                                                          | bei Am Stadtberg 6 Standort KG: Allentsteig                                        | Der steinerne Marktmetzen ist mit 1559 bezeichnet. | BDA-Hist.: Q38100969 Status: § 2a Stand der BDA-Liste: 2025-06-30 Name: Kornmetzen GstNr.: 3992/20 |
| ja   | Datei hochladen | Figurenbildstock hl. Florian HERIS-ID: 62741 Objekt-ID: 75320                                        | bei Am Stadtberg 6 Standort KG: Allentsteig                                        | Die barocke Bildsäule des heiligen Florian auf toskanischer Säule ist mit 1702 bezeichnet. | BDA-Hist.: Q38100991 Status: § 2a Stand der BDA-Liste: 2025-06-30 Name: Figurenbildstock hl. Florian GstNr.: 3992/20 Figurenbildstock hl. Florian, Allentsteig |
| ja   | Datei hochladen | Forsthäuser beim Haidhof HERIS-ID: 33585 Objekt-ID: 31212                                            | Haidhof 2, 3, 4, 5, 6, 7 Standort KG: Allentsteig                                  | | BDA-Hist.: Q37952829 Status: § 2a Stand der BDA-Liste: 2025-06-30 Name: Forsthäuser beim Haidhof GstNr.: 4004/4, 4004/5, 4004/6, 4004/7, 4004/8, 4004/9 |
| ja   | Datei hochladen | Schüttkasten, Aussiedlermuseum HERIS-ID: 41850 Objekt-ID: 42421                                      | Hamerlingstraße 12, bei Standort KG: Allentsteig                                   | Der dreigeschoßige, ehemalige Schüttkasten, datiert auf das 11./12. Jahrhundert, ist mit einem Satteldach gedeckt. Er gehört zu den früheren Wirtschaftsgebäuden des Schlosses. 1989 wurde darin das Aussiedlermuseum untergebracht. | BDA-Hist.: Q38002777 Status: Bescheid Stand der BDA-Liste: 2025-06-30 Name: Schüttkasten, Aussiedlermuseum GstNr.: .4 Schüttkasten Allentsteig |
| ja   | Datei hochladen | Heeresforstverwaltung Allentsteig HERIS-ID: 33590 Objekt-ID: 31219                                   | Hamerlingstraße 5 Standort KG: Allentsteig                                         | | BDA-Hist.: Q37952870 Status: § 2a Stand der BDA-Liste: 2025-06-30 Name: Heeresforstverwaltung Allentsteig GstNr.: .219 |
| ja   | Datei hochladen | Wohnhaus HERIS-ID: 33586 Objekt-ID: 31214                                                            | Hauptstraße 13 Standort KG: Allentsteig                                            | Das mit 1805 bezeichnete Wohnhaus mit Volutengiebel geht im Kern auf das 16. Jahrhundert zurück. | BDA-Hist.: Q37952840 Status: § 57-Mandatsbescheid Stand der BDA-Liste: 2025-06-30 Name: Wohnhaus GstNr.: .33 |
| ja   | Datei hochladen | Wohnhaus, ehem. Hagerscher Freihof HERIS-ID: 62731 Objekt-ID: 75309                                  | Hauptstraße 21 Standort KG: Allentsteig                                            | Der ehemalige Freihof der Familie Hager ist ein giebelständiger Bau mit drei Geschoßen. Er stammt im Kern aus dem 16. Jahrhundert. | BDA-Hist.: Q38100924 Status: Bescheid Stand der BDA-Liste: 2025-06-30 Name: Wohnhaus, ehem. Hagerscher Freihof GstNr.: .63 Hagerscher Freihof |
| ja   | Datei hochladen | Wohnhaus HERIS-ID: 49404 Objekt-ID: 53100                                                            | Hauptstraße 24 Standort KG: Allentsteig                                            | Das Gebäude in der Hauptstraße 24 ist ein späthistoristisches Wohnhaus. | BDA-Hist.: Q38033804 Status: § 2a Stand der BDA-Liste: 2025-06-30 Name: Wohnhaus GstNr.: .58 |
| ja   | Datei hochladen | Pfarrhof HERIS-ID: 62723 Objekt-ID: 75300                                                            | Pfarrer-Josef-Edinger-Platz 2 Standort KG: Allentsteig                             | Der heutige Pfarrhof wurde nach einem Brand im Jahr 1763 erbaut. | BDA-Hist.: Q38100915 Status: § 2a Stand der BDA-Liste: 2025-06-30 Name: Pfarrhof GstNr.: .75 |
| ja   | Datei hochladen | Kath. Pfarrkirche hl. Ulrich HERIS-ID: 49406 Objekt-ID: 53102                                        | Pfarrer-Josef-Edinger-Platz 6 Standort KG: Allentsteig                             | Die dem heiligen Ulrich geweihte Pfarrkirche von Allentsteig liegt gegenüber der Burg und ist von dieser durch den Burggraben getrennt. Als Pfarre wird Allentsteig anlässlich der Trennung von der Mutterpfarre Altpölla 1132 erstmals urkundlich erwähnt. Die durch Zubauten mehrmals erweiterte, im Kern romanische Chorturmkirche mit barockem Ostturm wurde 1904 regotisiert. | BDA-Hist.: Q38033813 Status: § 2a Stand der BDA-Liste: 2025-06-30 Name: Kath. Pfarrkirche hl. Ulrich GstNr.: .74 Pfarrkirche hl. Ulrich, Allentsteig |
| ja   | Datei hochladen | Schloss Allentsteig HERIS-ID: 49407 Objekt-ID: 53103                                                 | Pfarrer-Josef-Edinger-Platz 13 Standort KG: Allentsteig                            | Das heutige Schloss wurde im 11./12. Jh. als Wehranlage errichtet und von 1544 bis 1570 zu einem Renaissanceschloss umgebaut. Derzeit ist im Schloss das Kommando des Truppenübungsplatzes Allentsteig untergebracht. | BDA-Hist.: Q18241493 Status: § 2a Stand der BDA-Liste: 2025-06-30 Name: Schloss Allentsteig GstNr.: .1 Schloss Allentsteig |
| ja   | Datei hochladen | Figurenbildstock hl. Felix von Cantalice HERIS-ID: 62738 Objekt-ID: 75317                            | bei Spitalstraße 7 Standort KG: Allentsteig                                        | Kopf und Sockel der mit 1728 bezeichneten Sandsteinfigur des Heiligen Felix am westlichen Ortsausgang wurden bei der Renovierung 1980 ergänzt. | BDA-Hist.: Q38100960 Status: § 2a Stand der BDA-Liste: 2025-06-30 Name: Figurenbildstock hl. Felix von Cantalice GstNr.: .214 |
| ja   | Datei hochladen | Anlage Siedlung Wienerstraße - Wurmbacher Allee - Freiheitsstraße HERIS-ID: 111001 Objekt-ID: 128764 | Wienerstraße 1 u. a. Standort KG: Allentsteig                                      | Die Siedlung besteht aus 10 gemauerten Doppelhäusern sowie 20 Doppelhäusern und 3 Einzelhäusern aus Holz. Errichtet wurden sie 1938/39 als Heeresunterkünfte nach dem System Wenzl-Hartl. Die Häuser stehen auf einem Betonsockel mit Steinvormauerwerk um sie vor Bodenfeuchtigkeit zu schützen. Sie weisen einen einheitlichen Grundriss auf. Der großzügige Wohnbereich lässt darauf schließen, dass die Häuser für höhere Offiziere vorgesehen waren. Die gesamte Siedlung steht auch unter Ensembleschutz. Das Haus Wienerstraße 35 auf der GstNr. .370 fiel mit 2013 aus dem Denkmalschutz. | BDA-Hist.: Q37821352 Status: Bescheid Stand der BDA-Liste: 2025-06-30 Name: Anlage Siedlung Wienerstraße - Wurmbacher Allee - Freiheitsstraße GstNr.: .363, .367, .332, .333, .368, .366, 739/6, .318, .319, .320, .372, .373, 791/7, .335, .371, .338, .339, .321, .365, .326, .327, .324, .325, .306, .312, .313, .307, .305, .310, .315, .308, .309, .322, .328, .336, .337, .340, .341, .330, .331, .342, .314, .374, .323, .375, .343, .356, .357, .345, .344, .350, .351, .353, .352, .348, .349, .354, .355, .362, .346, .347, .304, .311, .360, .361, .316, .317, .329, .358, .359 |
| ja   | Datei hochladen | Figurenbildstock Gnadenstuhl HERIS-ID: 62736 Objekt-ID: 75315                                        | Zwettlerstraße Standort KG: Allentsteig                                            | Der barocke Gnadenstuhl auf romanisierendem Sockel befindet sich am westlichen Ortsausgang und stammt aus der ersten Hälfte des 18. Jahrhunderts. | BDA-Hist.: Q38100942 Status: § 2a Stand der BDA-Liste: 2025-06-30 Name: Figurenbildstock Gnadenstuhl GstNr.: 312/16 |
| ja   | Datei hochladen | Mariensäule HERIS-ID: 62722 Objekt-ID: 75299                                                         | Pfarrer Josef Edinger Platz 6, bei Standort KG: Allentsteig                        | Die Mariensäule neben dem Chor der Kirche wurde um 1700 erbaut und 1982 restauriert. | BDA-Hist.: Q38100907 Status: § 2a Stand der BDA-Liste: 2025-06-30 Name: Mariensäule GstNr.: 28/1 |
| ja   | Datei hochladen | Figurenbildstock hl. Johannes Nepomuk HERIS-ID: 62737 Objekt-ID: 75316                               | Ottensteinerstraße 34, bei Standort KG: Allentsteig                                | Die Sandsteinstatue des Johannes Nepomuk steht beim Stadtteich und ist mit 1780 bezeichnet. | BDA-Hist.: Q38100951 Status: § 2a Stand der BDA-Liste: 2025-06-30 Name: Figurenbildstock hl. Johannes Nepomuk GstNr.: 4015/2 |
| ja   | Datei hochladen | Haidhof oder Pöhnhof HERIS-ID: 72477 Objekt-ID: 85711                                                | Haidhof 2, südöstlich Standort KG: Allentsteig                                     | Haidhof gehört zu den für die Schaffung des Truppenübungsplatzes Döllersheim ausgesiedelten Ansiedlungen. | BDA-Hist.: Q38130521 Status: § 2a Stand der BDA-Liste: 2025-06-30 Name: Haidhof oder Pöhnhof GstNr.: .159/1 |
| ja   | Datei hochladen | Sog. Unteres Schloss HERIS-ID: 33589 Objekt-ID: 31217                                                | Hamerlingstraße 7 Standort KG: Allentsteig                                         | Der Meierhof (auch: unteres Schloss oder Schlössl) unterhalb des Schlosses ist mit diesem durch einen gedeckten Gang verbunden. Er wurde Ende des 15. bis Mitte des 16. Jahrhunderts erbaut. Es handelt sich um einen hufeisenförmigen Komplex mit großem Hof und ist von weitläufigen Wirtschaftsgebäuden eingeschlossen. Der Torturm mit Korbbogenportal und Steinrahmung ist mit 1525 bezeichnet. Darüber befindet sich ein mit 1646 bezeichnetes Wappen der Familie Hager. Im Osten schließt ein zweigeschoßiges Wohngebäude mit Treppenturm und Hofarkaden von 1546 an. In der Ostecke erhebt sich ein ehemaliger Turm von Ende des 15. Jahrhunderts. Weitere Wirtschaftsgebäude liegen weitere Wirtschaftsgebäude aus dem 17./18. Jahrhundert, in deren Westwand Reste der mittelalterlichen Stadtmauer erhalten sind. Im Erdgeschoß des Wohngebäudes sind Netzgratgewölbe und Renaissance-Spiegelgewölbe mit Wappen der Hager aus der Mitte des 16. Jahrhunderts erhalten sowie barocke Stuckspiegel im Obergeschoß. | BDA-Hist.: Q37952861 Status: § 2a Stand der BDA-Liste: 2025-06-30 Name: Sog. Unteres Schloss GstNr.: .2 Schloss Allentsteig |
| ja   | Datei hochladen | Kriegerdenkmal HERIS-ID: 58100 Objekt-ID: 68552                                                      | Spitalstraße 3, neben Standort KG: Allentsteig                                     | Auf dem Gelände eines Soldatenfriedhofs befindet sich ein etwa acht Meter hohes Metallkreuz zum Gedenken an die Opfer des Zweiten Weltkriegs. | BDA-Hist.: Q38080491 Status: § 2a Stand der BDA-Liste: 2025-06-30 Name: Kriegerdenkmal GstNr.: 4/2 |
| ja   | Datei hochladen | Ortskapelle Bernschlag HERIS-ID: 58105 Objekt-ID: 68558                                              | Bernschlag 26, neben Standort KG: Bernschlag                                       | Die schlichte, rechteckige Kapelle wurde um 1870 errichtet und 1981 restauriert. Der vorgestellte Westturm mit Giebelspitzhelm wurde 1907 gebaut. Der Innenraum wird von einer Stichkappentonne gedeckt. Zur Ausstattung zählen ein Barockaltar aus Holz mit Knorpelwerk, eine Dreifaltigkeitsgruppe in Nische vom Ende des 17. Jahrhunderts und eine spätbarocke Madonna auf der Weltkugel aus der zweiten Hälfte des 18. Jahrhunderts. | BDA-Hist.: Q38080511 Status: § 2a Stand der BDA-Liste: 2025-06-30 Name: Ortskapelle Bernschlag GstNr.: .11/1 |
| ja   | Datei hochladen | Ortskapelle Reinsbach HERIS-ID: 62745 Objekt-ID: 75324                                               | Standort KG: Reinsbach                                                             | Die Ortskapelle von Reinsbach ist ein schlichter Bau aus der Mitte des 19. Jahrhunderts mit rundem Schluss. Ein hölzerner Dachreiter wurde 1949 durch den vorgestellten Westturm ersetzt. Der flach gedeckte Innenraum ist mit einem neugotischen Altar und einer aus Holz geschnitzten Pietà mit der Jahreszahl 1771 ausgestattet. | BDA-Hist.: Q38101001 Status: § 2a Stand der BDA-Liste: 2025-06-30 Name: Ortskapelle Reinsbach GstNr.: .32 |
| ja   | Datei hochladen | Thomas-Kapelle HERIS-ID: 73107 Objekt-ID: 86392                                                      | Spitalstraße 9 (Lagerschuppen Steinbach Obj. 854), nördlich Standort KG: Steinbach | Die ehemalige Ortskapelle der ausgesiedelten Ortschaft Steinbach wurde 1858 als Thomaskapelle erbaut. Die Außenfront des Gebäudes mit eingezogenem, dreiseitigem Schluss, Lisenengliederung und westlichem Dachreiter mit Giebelhelm ist von einem Spitzbogenportal und spitzbogigen Fenstern mit ornamentaler Glasmalerei durchbrochen. | BDA-Hist.: Q38131958 Status: § 2a Stand der BDA-Liste: 2025-06-30 Name: Thomas-Kapelle GstNr.: 924 |
| ja   | Datei hochladen | Forsthaus am Allwang HERIS-ID: 35158 Objekt-ID: 33788                                                | Thaua 91 Standort KG: Thaua                                                        | | BDA-Hist.: Q37961844 Status: § 2a Stand der BDA-Liste: 2025-06-30 Name: Forsthaus am Allwang GstNr.: 1402/2 |
| ja   | Datei hochladen | Ortskapelle Thaua HERIS-ID: 50706 Objekt-ID: 55941                                                   | Thaua 52, neben Standort KG: Thaua                                                 | Die Ortskapelle von Thaua ist ein nach Nordwesten ausgerichteter, rechteckiger Bau vom Ende des 18. Jahrhunderts mit halbrundem Schluss und einem im Süden angebauten Turm mit Giebelspitzhelm, der 1922 den ursprünglichen Holzturm ersetzte. Der flach gedeckte Innenraum ist mit einer Steinstatue des Johannes Nepomuk aus der zweiten Hälfte des 18. Jahrhunderts und einem schlichten, neugotischen Altar ausgestattet. | BDA-Hist.: Q38041703 Status: § 2a Stand der BDA-Liste: 2025-06-30 Name: Ortskapelle Thaua GstNr.: .10 |
| ja   | Datei hochladen | Bildstock, sog. Schwedenkreuz HERIS-ID: 73116 Objekt-ID: 86401                                       | Standort KG: Thaua                                                                 | Unter dem Schwedenkreuz sollen schwedische Soldaten begraben sein. 1645 wurde die Stadt Allentsteig von den Schweden belagert. Sie zerstörten die Stadt derart, dass nur einige Häuser erhalten und nur wenige Bewohner am Leben blieben. Die Not war überaus groß. Bauern wurde der Schwedentrunk (siedende Jauche) in den Mund gegossen, falls man ihrer habhaft werden konnte. Häuser wurden geplündert und angezündet. Das Schwedenkreuz war mit der Zeit im Acker versunken und wurde erst in den 1920er Jahren wieder ausgegraben. | BDA-Hist.: Q38132021 Status: § 2a Stand der BDA-Liste: 2025-06-30 Name: Bildstock, sog. Schwedenkreuz GstNr.: 404 |
| ja   | Datei hochladen | Ehem. Ortskapelle Wurmbach HERIS-ID: 35326 Objekt-ID: 34067                                          | Standort KG: Wurmbach                                                              | Die ehemalige Ortskapelle der ausgesiedelten Ortschaft Wurmbach wurde 1753 erbaut. Sie hat einen Dachreiter mit Zwiebelhelm an der Ostseite, einen geschwungenen Giebel, ein Segmentbogenportal, eine eingezogene Halbkreisapsis, Rundbogenfenster, die zum Teil Steckgitter aufweisen sowie einen korbbogigen Triumphbogen. | BDA-Hist.: Q37963263 Status: § 2a Stand der BDA-Liste: 2025-06-30 Name: Ehem. Ortskapelle Wurmbach GstNr.: 804 |
| ja   | Datei hochladen | Waldhäusel-Kapelle HERIS-ID: 33591 Objekt-ID: 31220                                                  | Standort KG: Wurmbach                                                              | Die Waldhäuslkapelle (auch: Falntner-Waldhäuslkapelle) befindet sich westlich von Wurmbach an der Straße nach Allentsteig. Der Breitpfeiler mit Segmentbogennische vom Ende des 19. Jahrhunderts wurde 1984 restauriert. | BDA-Hist.: Q37952881 Status: § 2a Stand der BDA-Liste: 2025-06-30 Name: Waldhäusel-Kapelle GstNr.: 786/2 |
| ja   | Datei hochladen | Ortskapelle Zwinzen HERIS-ID: 58106 Objekt-ID: 68559                                                 | Zwinzen 23, bei Standort KG: Zwinzen                                               | Die 1853 erbaute Ortskapelle von Zwinzen ist ein schlichter Bau mit dreiseitigem Schluss, Lisenengliederung und Dachreiter mit Zwiebelhelm über geschweiftem Giebel. Die Nische über dem Portal beherbergt eine Figur des heiligen Josef. Der nachklassizistische Säulenaltar mit Pietà im platzlgewölbten Innenraum stammt aus der Mitte des 19. Jahrhunderts. | BDA-Hist.: Q38080521 Status: § 2a Stand der BDA-Liste: 2025-06-30 Name: Ortskapelle Zwinzen GstNr.: .22/2 Ortskapelle Zwinzen |
| ja   | Datei hochladen | Figurenbildstock hl. Johannes Nepomuk HERIS-ID: 58101 Objekt-ID: 68553                               | Zwinzen 23, vor Standort KG: Zwinzen                                               | Die spätbarocke Johannes-Nepomuk-Figur steht neben der Kapelle und ist mit 1729 bezeichnet. | BDA-Hist.: Q38080502 Status: § 2a Stand der BDA-Liste: 2025-06-30 Name: Figurenbildstock hl. Johannes Nepomuk GstNr.: 1183/8 Figurenbildstock hl. Johannes Nepomuk in Zwinzen |

## Ehemalige Denkmäler
| Foto |                 | Denkmal                                           | Standort                                | Beschreibung | Metadaten                                                                                        |
| ---- | --------------- | ------------------------------------------------- | --------------------------------------- | --- | ------------------------------------------------------------------------------------------------ |
| ja   | Datei hochladen | Wohnhaus HERIS-ID: 33587 Objekt-ID: 31215bis 2020 | Hauptstraße 15 Standort KG: Allentsteig | Das Wohnhaus stammt ursprünglich aus dem 16. Jahrhundert. Die Biedermeierfassade aus der Zeit um 1830 ist mit Stand 2016 in schlechtem Zustand. | BDA-Hist.: Q37952850 Status: Bescheid Stand der BDA-Liste: 2020-02-29 Name: Wohnhaus GstNr.: .34 |